# Viktor Kornienko
Viktor Kornienko (Poltava, 14 de febrero de 1999) es un futbolista ucraniano que juega de defensa en el F. C. Vorskla Poltava de la Liga Premier de Ucrania.

## Trayectoria
Kornienko comenzó su carrera deportiva en el Shakhtar Donetsk en 2016, aunque no debutó en la Liga Premier de Ucrania hasta la temporada 2019-20, año en el que fue cedido al FC Mariupol, debutando, así, en la liga ucraniana el 11 de agosto de 2019, en un partido frente al FK Karpaty Lviv.
A final de temporada regresó al Shakhtar, logrando debutar en la Liga de Campeones de la UEFA el 21 de octubre de 2020, en la victoria del conjunto ucraniano por 2-3 frente al Real Madrid.

## Selección nacional
Kornienko fue internacional sub-18, sub-19, sub-20 y sub-21 con la selección de fútbol de Ucrania. Junto a la selección sub-20 logró la Copa Mundial de Fútbol Sub-20 de 2019.
El 8 de septiembre de 2021 debutó con la selección absoluta en un amistoso ante República Checa que finalizó en empate a uno y en el que marcó el gol ucraniano.

## Clubes
| Club                           | País    | Año       |
| ------------------------------ | ------- | --------- |
| F. K. Shakhtar Donetsk         | Ucrania | 2016-act. |
| F. C. Mariupol (cedido)        | Ucrania | 2019-2020 |
| F. C. Vorskla Poltava (cedido) | Ucrania | 2023-act. |

## Palmarés

### Títulos nacionales
| Título                  | Club                  | País    | Año  |
| ----------------------- | --------------------- | ------- | ---- |
| Supercopa de Ucrania    | F. K. Shajtar Donetsk | Ucrania | 2021 |
| Liga Premier de Ucrania | F. K. Shajtar Donetsk | Ucrania | 2023 |

### Títulos internacionales
| Título         | Club (*)                    | Sede    | Año  |
| -------------- | --------------------------- | ------- | ---- |
| Mundial sub-20 | Selección sub-20 de Ucrania | Polonia | 2019 |

(*) Incluyendo la selección.